# Bundesgymnasium Babenbergerring
Das Bundesgymnasium Babenbergerring ist ein Bundesgymnasium in der Stadt Wiener Neustadt in Niederösterreich.

## Geschichte
Nach dem Tod von Erzherzog Leopold Wilhelm und deren Testament, worin der Wunsch nach einem Jesuitenkollegs in Wiener Neustadt geäußert wurde, übernahm sein Neffe Kaiser Leopold I. die Ausführung des Testamentes. Mit der am 17. Jänner 1666 eingetroffenen kaiserlichen Genehmigung für die Errichtung eines zu gründenden Gymnasium, fand der Jesuitenorden ein entsprechendes Gebäude in der Neunkirchner Straße Nr. 19, wo im November 1666 mit vier Grammatikklassen der Anfang gemacht wurde.
Mit dem Verbot des Jesuitenordens im Jahre 1773 fand das Jesuitengymnasium im Jesuitenkollegium in der Neunkirchner Straße ein plötzliches Ende und 31 Jahre war die Stadt ohne Gymnasium. Das Gebäude wurde dem Paulerorden übergeben. Mit kaiserlichem Dekret vom 28. August 1783 wurde die Kollegiumskirche entweiht. Die Jesuitengruft unter der Kirche wurde am 2. März 1787 geräumt. 1892 ging der Gebäudekomplex an die Wiener Neustädter Sparkasse und 1898 erfolgte der Umbau der Kirche zu einem Festsaal.
Jahrelange Bemühungen führten zu einer Neugründung des Gymnasiums im Jahre 1804 mit dem Orden der Zisterzienser. Die Lehrer wurden durch die vier Klöster Stift Neukloster, Stift Heiligenkreuz, Stift Lilienfeld und Stift Zwettl gestellt.
Ab 1872 wurde das Gymnasium als Staatsgymnasium im ehemaligen Karmelitinnenklostergebäude und späteren Stadttheater in der Herzog-Leopold-Straße geführt. 1910 erfolgte der Umzug in das eigens errichtete Schulgebäude am Babenbergerring. Von 1943 bis 1945 war das Gymnasium wegen des Luftkrieges im Zweiten Weltkrieg in der Landgemeinde Ysper im Bezirk Melk untergebracht.

## Architektur
Der monumentale viergeschoßige Bau mit Risalitgliederung wurde 1909/1910 nach den Plänen des Architekten Georg W. Mayer erbaut. Der Bau mit Risalitgliederung hat im Mittelrisalit im Sturzfeld des 4. Geschoßes ein Maskenfeld. Das Gebäude wurde nach schweren Kriegsschäden im Zweiten Weltkrieg bis 1949 wiederaufgebaut.

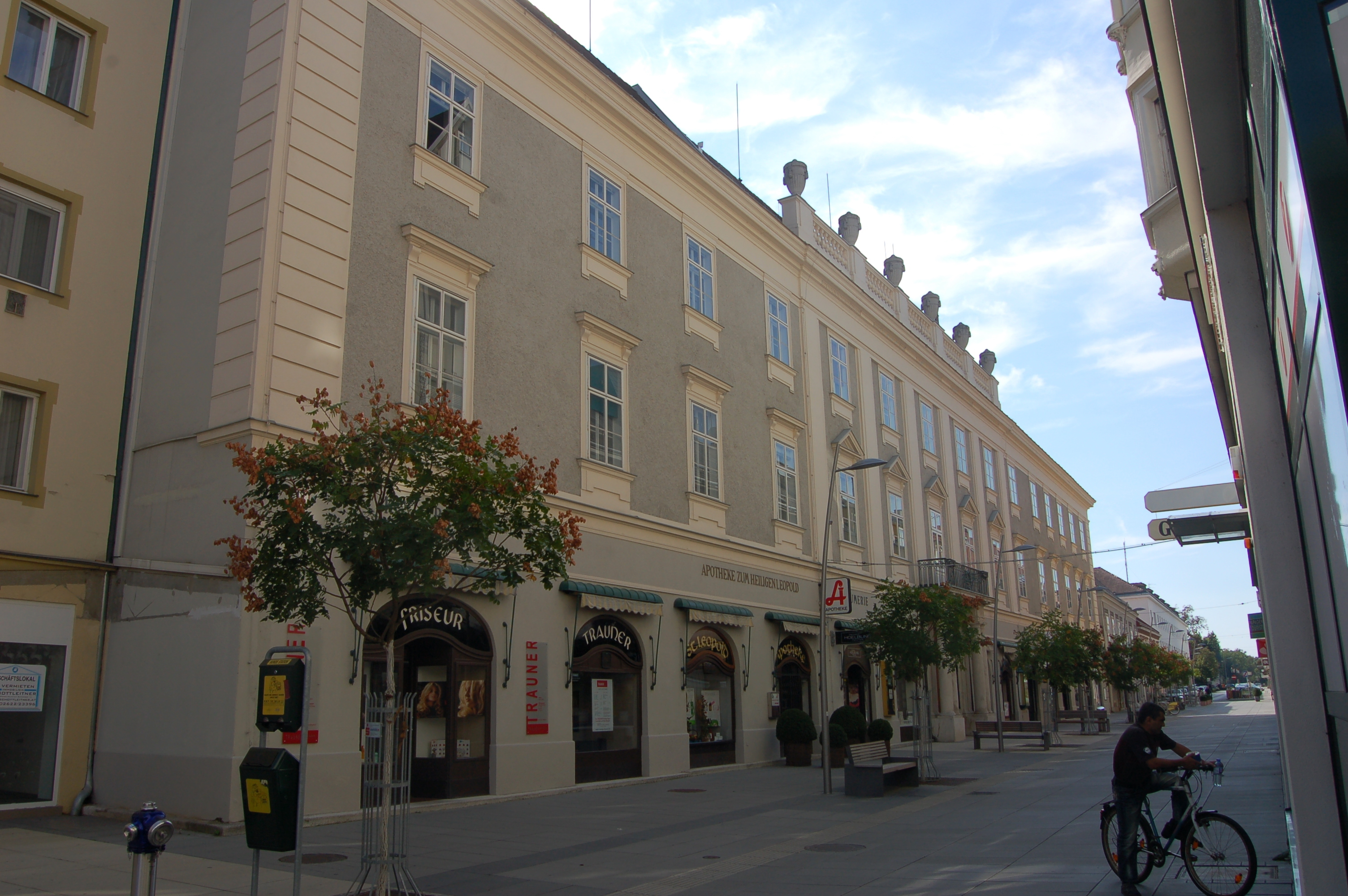
Gymnasium im Jesuitenkollegium in der Neunkirchner Straße (1666–1773)
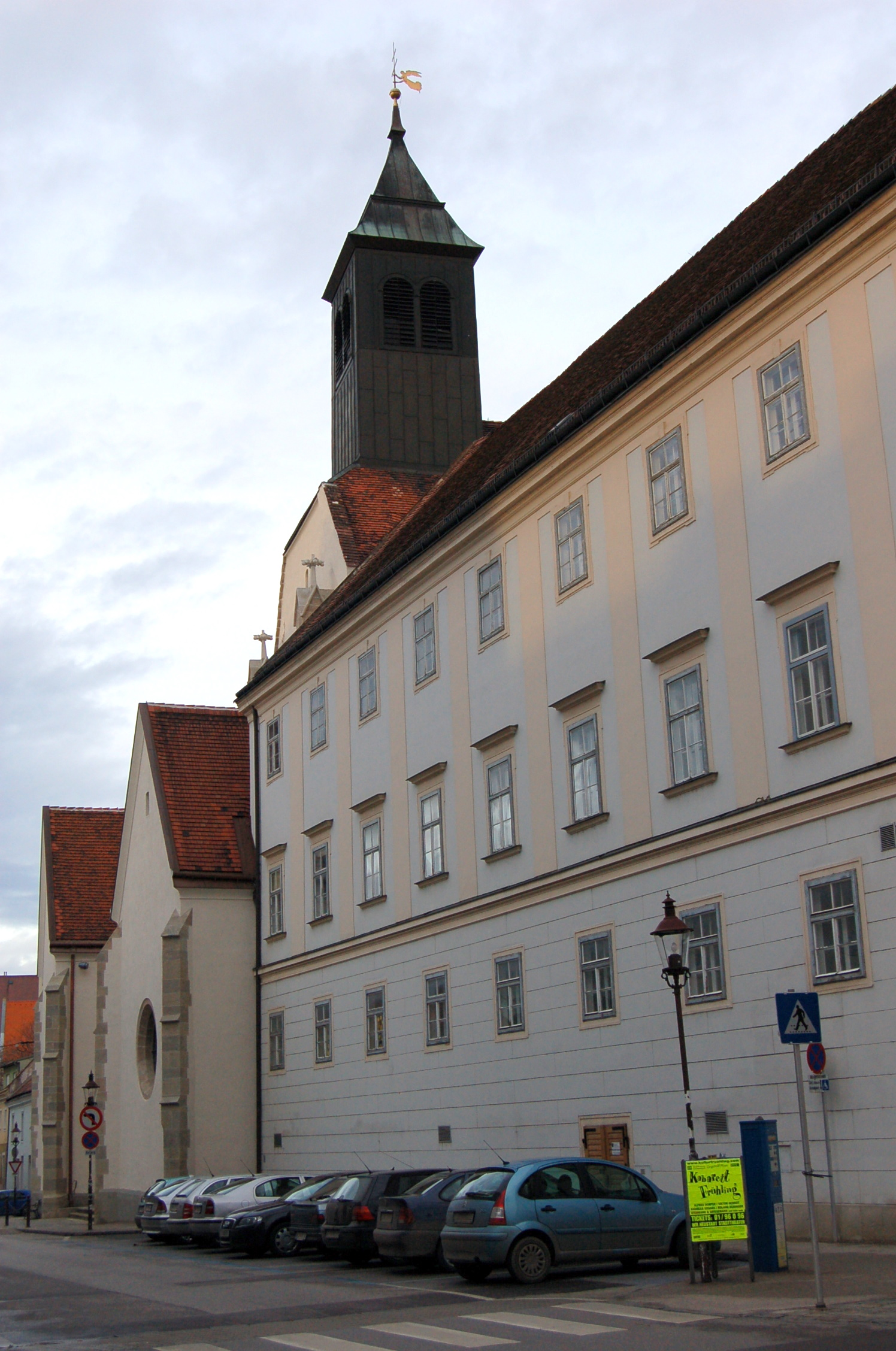
Gymnasium im Stift Neukloster in der Neuklostergasse (1804–1872)
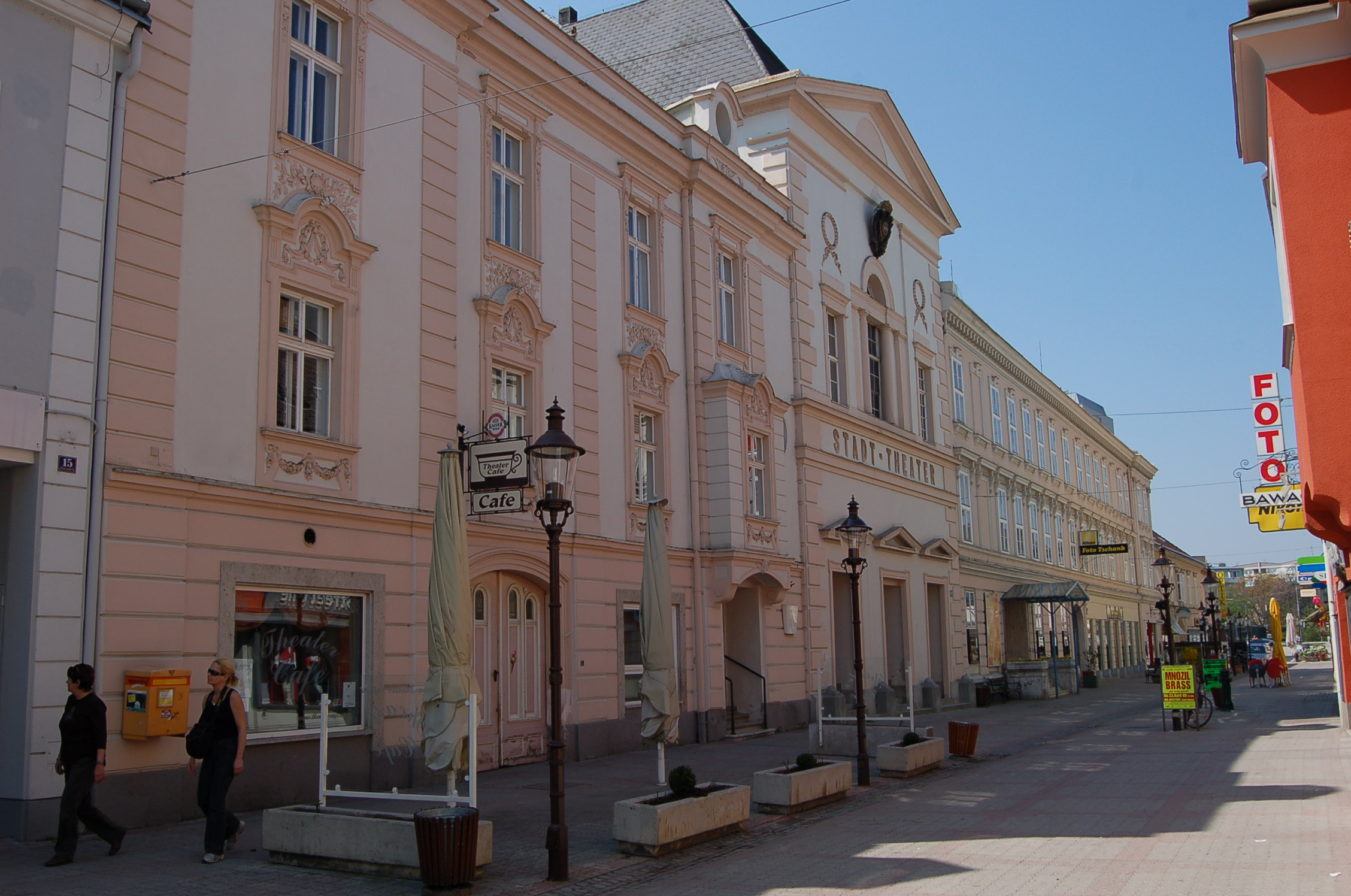
Gymnasium in der Herzog-Leopold-Straße (1872–1910)
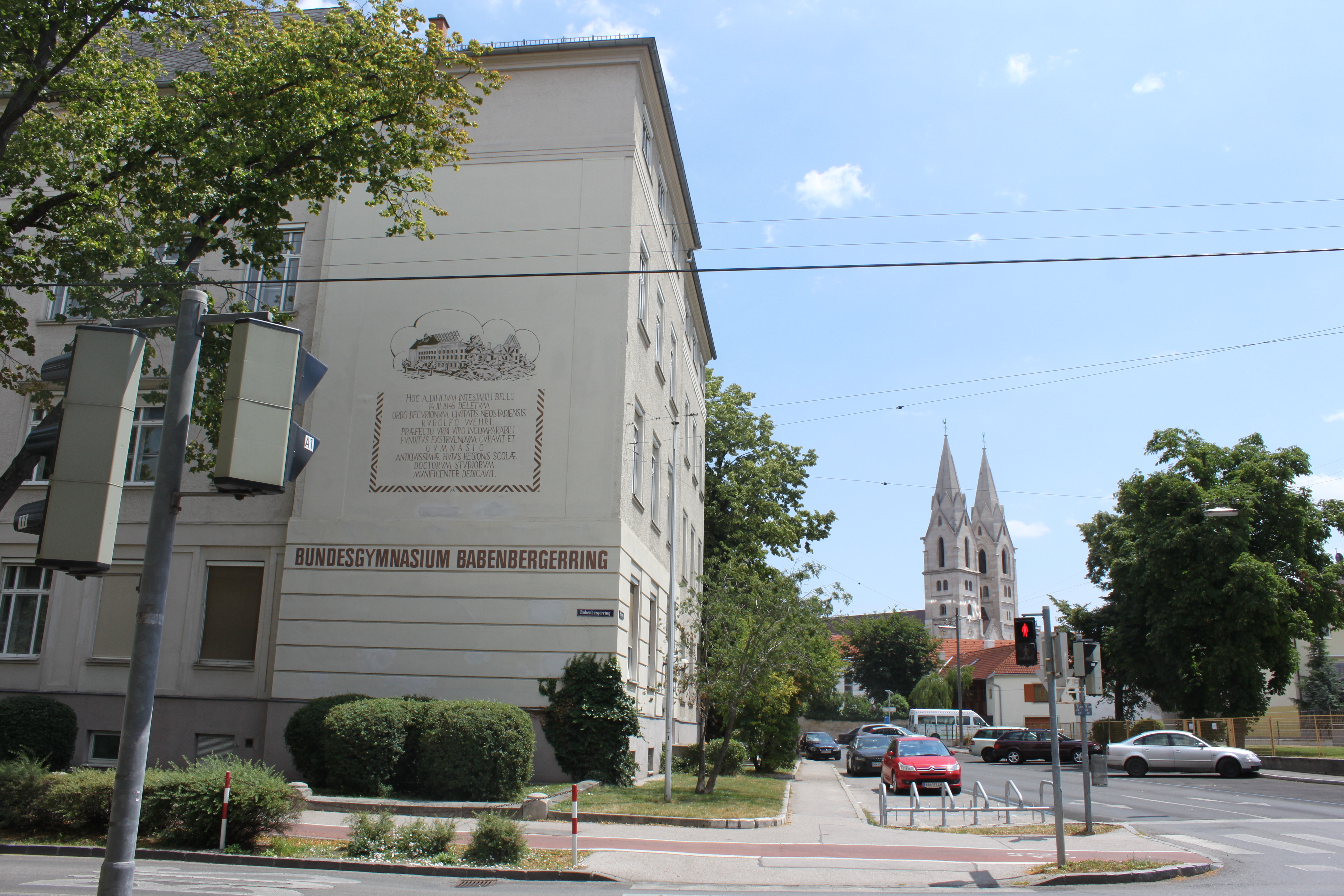
Gymnasium am Babenbergerring (seit 1910), hinten die Türme vom Dom von Wiener Neustadt

## Bekannte Schüler
- Vinzenz Kotzina (1919–1926), Bundesminister für Bauten
- Andreas Rhoby (* 1974), Byzantinist und Philologe
- Michael Stern (1897–1989), Rechtsanwalt
- Wilhelm Waldstein (1897–1974), Pädagoge, Schriftsteller und Komponist, Matura 1916, Lehrer 1945–1946
- Johann Farnleitner (* 1938), Bundesminister für wirtschaftliche Angelegenheiten von 1996 bis 2000
- Peter Wittmann (* 1957), Matura 1975, Bürgermeister von Wiener Neustadt 1993–1997, Abgeordneter zum Nationalrat 2000–2019

## Leitung
- 1895–1916 Franz Wanner[3]
- 1920–1930 Herman Hinghofer[2]
- 1945–1952 Friedrich Holzer[4]
- 1982–2003 Johann Hagenhofer[5]
- 2003–2004 Hannes Komuczky (interimistisch)[6]
- 2004–2021 Maria Kornfeld[7]
- seit 2021 Martin Seitz[7][8]